# 哈默峰 (斯圖拜阿爾卑斯山脈)

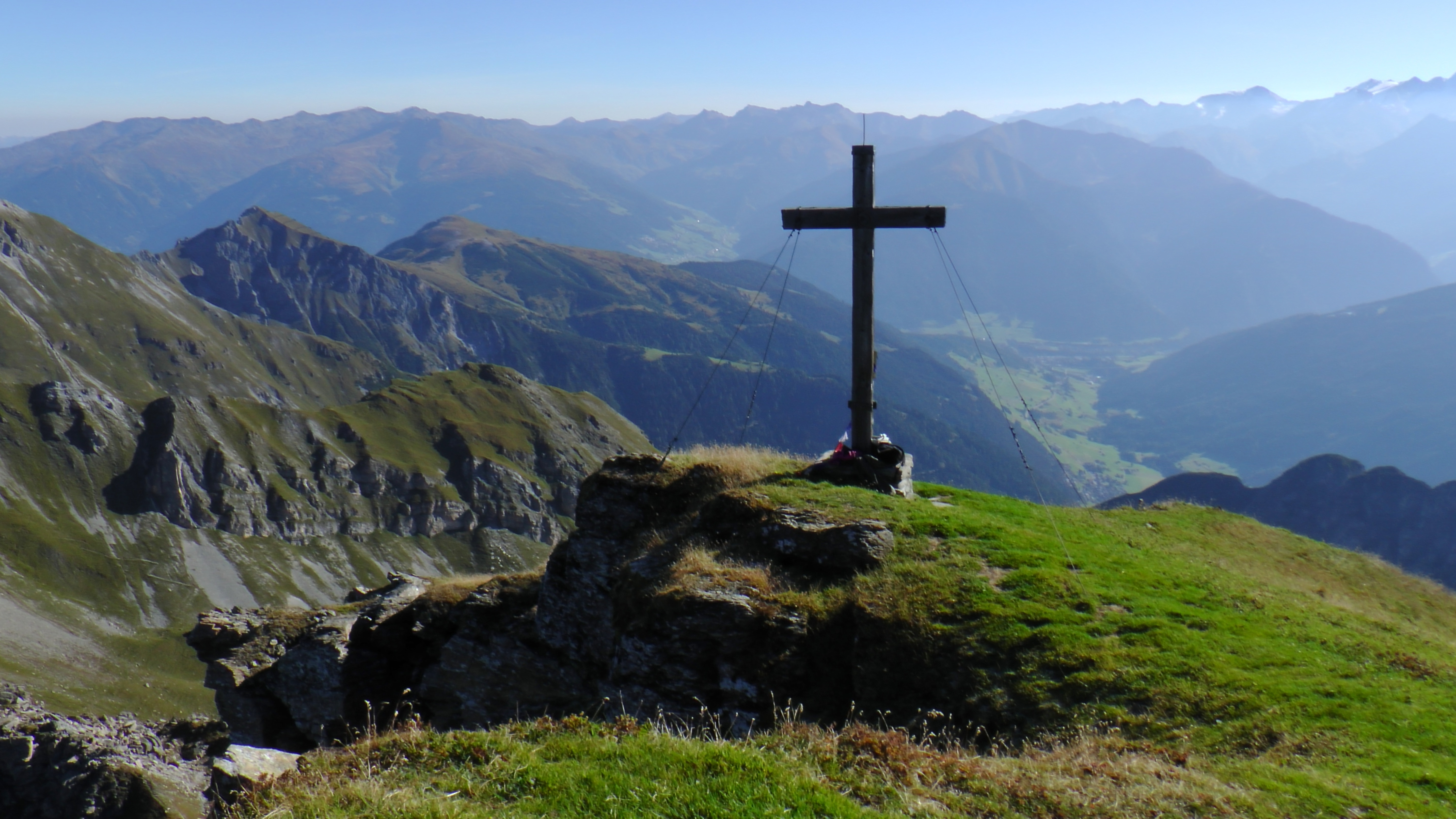

47°04′45″N 11°21′09″E / 47.079072°N 11.352598°E
哈默峰（德語：Hammerspitze），是奧地利的山峰，位於該國西部，由蒂羅爾州負責管轄，屬於斯圖拜阿爾卑斯山脈的一部分，距離基爾夏達赫峰1.5公里，海拔高度2,641米。